# Пуеблонуево-дель-Гуадіана
Пуеблонуево-дель-Гуадіана (ісп. Pueblonuevo del Guadiana) — муніципалітет в Іспанії, у складі автономної спільноти Естремадура, у провінції Бадахос. Населення — 2047 осіб (2010).
Муніципалітет розташований на відстані близько 310 км на південний захід від Мадрида, 19 км на схід від Бадахоса.

## Демографія
Динаміка населення (INE ):